# 魏馥蘭

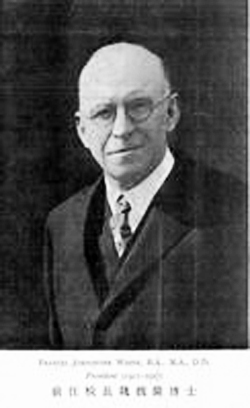

魏馥兰（Francis John White，1870年—1959年）生于美国堪萨斯州，中国上海沪江大学校长。

## 生平
魏馥兰生于美国堪萨斯州，是堪萨斯州渥太华大学理学士与文学硕士，纽约州洛却斯脱神学院神学士，芝加哥大学神学博士。1901年，魏馥兰被美北浸礼会派遣来华，最初在宁波负责创办浸会中学，后来转入绍兴的美北浸礼会神学院。1902年作为浸礼会华东联会的代表参加了沪江大学校董会，后被聘为沪江大学神学院教授，参与沪江大学的筹建，并于1907年随第一批神学院学生入驻校园，成为首位在沪江大学校园内安家的传教士、美国籍教授。1906年至1935年，担任沪江大学教授。
从1911年至1928年，魏馥兰担任沪江大学校长，他也是沪江大学最后一任美国籍校长。任内，他奠定了沪江大学的校园建筑格局，将其建成了一所具有较高水平的教会大学，实现了男女同校，推进了“沪东公社”的建设。魏馥兰主张应由中国人当校长，帮助沪江大学实现了从教会大学向私立大学的过渡，进而实现了“中国化”。
卸任校长之后，魏馥兰担任沪江大学名誉校长，直到1936年退休返回美国。1937年5月，位于沪江大学礼堂北侧的“思魏堂”建成，以纪念魏馥兰。

## 逸事
徐志摩1915年底至1916年底在沪江大学学习时，魏馥兰正在任校长。其间，逢魏馥兰例行返回美国休假。徐志摩乃写《魏校长归国序》，发表在《天籁》1916年11月的第4卷第3号。当时，徐志摩是《天籁》的“汉文主笔”。这篇《魏校长归国序》是迄今发现的徐志摩大学时期最早发表的作品之一。

## 著作
- 《黄浦江畔的岁月》
- 《沪江大学史话》